# Знаменка Вторая
Знаменка Вторая (укр. Знам'янка Друга) — посёлок, входит в Знаменскую городскую обшину Кропивницкого района Кировоградской области Украины. Находится возле Чёрного леса.

## История
Поселок основан в 1723 году переселенцами-старообрядцами из России, вероятно из Знаменки Орловской губернии. Назван в честь особо почитаемой переселенцами-старообрядцами иконы Божией Матери «Знамение». Дало название железнодорожной станции и городу Знаменка. Первое поселение было в районе «Кущёвки», остальная часть посёлка была построена после Великой Отечественной войны.
Во времена Гражданской войны здесь в сентябре 1920 года произошло Знаменское восстание направленное против политики Красного террора .
Из-за Голодомора 1932-1933 годов здесь погибло минимум 12 человек .
В 1939 году селение получило статус посёлка городского типа.
Во время Великой Отечественной войны с 2 августа 1941 до декабрь 1943 года посёлок был оккупирован немецкими войсками и освобожден в ходе Знаменской операции. Также здесь родился Герой Советского Союза Иван Ананьев.
В 1978 году здесь действовали Чернолесский лесхоззаг со школой лесников, межколхозный комбикормовый завод, дом быта, Дом культуры, две общеобразовательные школы, библиотека и медицинская амбулатория. Кроме того, вблизи посёлка находился санаторий.
В январе 1989 года численность населения составляла 6266 человек.
По состоянию на 1 января 2013 года численность населения составляла 5142 человека.
До 2020 года территория поселка подчинялась Знаменскому городскому совету Кировоградской области

## Транспорт
В посёлке находится железнодорожный разъезд (в 7 км к западу от узловой железнодорожной станции Знаменка).
Через посёлок проходит шоссе.